# Nananthus
Nananthus is een geslacht uit de ijskruidfamilie (Aizoaceae). De soorten uit het geslacht komen voor in Zuid-Afrika.

## Soorten
- Nananthus aloides (Haw.) Schwantes
- Nananthus gerstneri (L.Bolus) L.Bolus
- Nananthus margaritifer L.Bolus
- Nananthus pallens (L.Bolus) L.Bolus
- Nananthus pole-evansii N.E.Br.
- Nananthus vittatus (N.E.Br.) Schwantes

... · 
Antimima · 
Argyroderma · 
Carpobrotus · 
Disphyma · 
Dorotheanthus · 
Gibbaeum · 
Lapidaria · 
Lithops · 
Mesembryanthemum · 
Sceletium · 
Tetragonia · 
...